# Map of The Mind
「Map of The Mind」（マップ・オブ・ザ・マインド）は、日本の5人組ダンス&ボーカルグループ・ONE N' ONLYの楽曲。デジタルシングルとして2025年2月12日にSDRからリリースされた。
映画『BATTLE KING!! Map of The Mind -序奏・終奏-』の主題歌。

## 背景
2025年に公開された映画『BATTLE KING!! Map of The Mind -序奏・終奏-』の主題歌として制作された。この映画は、2023年に公開された『バトルキング!!-We’ll rise again-』の続編であり、前作で描かれた主人公・高坂源二郎（山下永玖）と仲間たちのその後を描いている。
映画のストーリーは、ダンスグループ「Jackpoz」のメンバーである源二郎たちが、かつての仲間であり現在は敵対する立場となった直江龍之介（高尾楓弥）を取り戻すために奮闘する姿を描いている。映画のテーマである「仲間との絆」や「夢への挑戦」は、楽曲「Map of The Mind」にも色濃く反映されており、未完成の地図でも絆を頼りに未来へ進む力強さが込められている。
楽曲は、クラシックサンプリングをベースにした希望に満ちたサウンドで構成されており、挑戦と成長を励ますエールソングとなっている。映画の世界観と楽曲が密接にリンクしており、視覚と聴覚の両面から観客に感動を与える作品となっている。

## 制作
作詞はJUNEが担当し、メンバーも積極的に制作に関与した。特に、歌詞のメッセージ性や楽曲のアレンジにおいて、メンバーたちの意見が反映されている。彼らは、映画のストーリーやキャラクターの心情を深く理解し、それを音楽に落とし込むことに注力した。
楽曲のサウンドは、クラシックのサンプリングをベースにした希望に満ちたものとなっており、挑戦と成長を励ますエールソングとして仕上がっている。このサウンドは、映画の世界観と密接にリンクしており、視覚と聴覚の両面から観客に感動を与える作品となっている。
また、メンバーたちは、楽曲の制作過程で互いに意見を出し合い、細部にまでこだわった。彼らは、移動中の車内でも歌詞を見せ合い、自分たちの気持ちをしっかりと込めることに努めた。

## 構成
クラシックのサンプリングをベースにした希望に満ちたサウンドで、挑戦と成長を励ますエールソングとなっている。歌詞は、未完成の地図でも絆を頼りに未来へ進む力強さが詰まっており、映画のテーマである「仲間との絆」や「夢への挑戦」とリンクしている。
配信音源と映画内の音源ではイントロが異なるアレンジになっており、映画の世界観をより深く感じられる構成となっている。

## リリース
リリース当日は、主要な音楽配信サービスであるSpotify、Apple Music、Amazon Musicなどで配信が開始された。また、リリースを記念して再生キャンペーンも実施され、特定の条件を満たすと限定の特典がもらえるなど、ファンとの交流が図られた。
楽曲のリリースに合わせて、映画の公開日も近づいており、楽曲と映画の相乗効果で注目を集めた。特に、映画のテーマとリンクした歌詞やメロディが話題となり、SNS上でも多くのファンが感想を共有していた。

## ミュージック・ビデオ
ミュージックビデオ（MV）は、2025年2月28日に公開された。MVでは、メンバーが清掃員、会社員、カフェ店員などさまざまな職業に扮し、地図とルーレットを使ったゲームを通じて多様なシチュエーションを演じている。ラストのサビ前にはルーレットが壊れ、6人全員が美しい星空のもとでダンスをするシーンが描かれており、「枠にとらわれない」「自分の心に従うことが大事」というメッセージが込められている。

## 収録曲
| #  | タイトル            | 作詞 | 作曲                 | 編曲                 | 時間 |
| -- | ------------------- | ---- | -------------------- | -------------------- | ---- |
| 1. | 「Map of The Mind」 | JUNE | JUNE, Ethan Augustin | Ethan Augustin, JUNE | 3:18 |

## 批評とチャート成績
2025年2月12日にデジタルシングルとしてリリースされると、各種配信プラットフォームで急速に注目を集め、LINE MUSIC、Apple Music、Spotifyなどのチャートで上位にランクインした。特にLINE MUSICの「リアルタイムトップソング」ではリリース当日からトップ10入りし、3日間連続で1位を記録したというファン報告も多かった。
Billboard JAPANの「Download Songs」チャートでは初登場でTOP20内に入り、デジタル限定リリースとしては好調なスタートを切った。また、「Hot 100」総合チャートでもストリーミングとYouTube再生数が寄与し、週を追うごとにランクが上昇するなど、じわじわと浸透するタイプの楽曲として注目された。
さらに、YouTubeに公開されたミュージックビデオも再生回数が急伸し、公開から1週間で50万再生を突破。コメント欄には日本語・ポルトガル語・スペイン語など多言語での応援メッセージが寄せられ、ONE N' ONLYがもつグローバルなファンベースの広がりを示した。
2025年2月後半には、iTunes StoreのJ-POPランキングでもデイリー1位を記録し、同時期に公開された映画『BATTLE KING!! Map of The Mind -終奏-』との相乗効果により、さらに多くの新規ファンを獲得した。ファンの間では「グループ史上最もメッセージ性の強い曲」とも評され、チャート実績と共に作品としての評価も確立した楽曲となった。